# Noxolo Nogwaza
Noxolo Nogwaza (1987 – 24 de abril de 2011) fue una sudafricana lesbiana LGBT activista de derechos y miembro del Comité Orgullo Ekurhuleni. Fue violada, apedreada y acuchillada a muerte por agresores en KwaThema, Gauteng. Nogwaza había ido con una amiga a un bar la noche anterior, y tuvo una fuerte discusión con un grupo de hombres que le habían hecho proposiciones a su amiga.
La policía encontró preservativos usados, una botella de cerveza, y una piedra grande alrededor del cuerpo de Nogwaza, la cual quedó en una cuneta de drenaje.
El ataque a Nogwaza pareció ser una violación correctiva, una práctica por la cual los hombres asaltan sexualmente a las mujeres que serían lesbianas en un intento de «corregir» su preferencia sexual. Treinta y una mujeres fueron asesinadas por violación correctiva en África del Sur durante la década anterior, y de acuerdo a la superviviente violada de la organización benéfica Luleki Sizwe, al menos diez lesbianas por semana fueron violadas en el área de Ciudad del Cabo. La organización internacional Human Rights Watch describió el ataque como parte de una epidemia de delito «de odio» contra gays sudafricanos, comparándolo a la violación y asesinato del futbolista y activista lesbiana Eudy Simelane en el mismo barrio tres años antes.
Más de 2000 personas asistieron a su funeral. 170 000 personas en todo el mundo firmaron una petición a las autoridades para acabar con las violaciones y asesinatos. Noxolo dejó dos hijos jóvenes.  Después de su muerte, la ONG de EE. UU. GO Campaign recaudó fondos para la educación de los niños y para promover una campaña de tolerancia para juventud.
Human Rights Watch y Amnistía Internacional llamó a impedir los delitos de odio. Un portavoz policial rechazó clasificarlos como delito de odio, declarando que «el asesinato es asesinato» y que la policía no considera la orientación sexual de una víctima. Ningún arresto había sido hecho en el caso de noviembre de 2012. Ese mes, Amnistía Internacional presentó el caso en su Escritos sobre Derechos, pidiendo una investigación renovada del asesinato.